# Fürstenberg (fursteätt)
Ej att förväxla med adelsätten Fürstenberg
Fürstenberg är en tysk greve- och fursteätt, stammande från grevarna av Urach i gränstrakterna mellan Baden och Württemberg, kända sedan 1100-talet.
Ätten Fürstenberg erhöll grevetitel på 1200-talet, efter slottet Fürstenberg i Baar, och furstevärdighet för olika grenar på 1600- och 1700-talen. En furstlig linje (Kinzigthaler) med numera endast en huvudgren och en sidogren (Königshof), lever vidare. Ätten har innehaft sina huvuddomäner i Schwaben, Baden, Böhmen och Niederösterreich. Dessutom finns en lantgrevlig linje med huvudgodset Weitra i Niederösterreich.
Bland ättens medlemmar märks:
- Egon von Fürstenberg (1588–1635), tysk greve och militär
- Franz Egon von Fürstenberg (1625–1682), tysk greve och biskop
- Wilhelm Egon von Fürstenberg (1629–1704), tysk greve och kardinal
- Anton Egon von Fürstenberg (1656–1716), tysk furste
- Karl Aloys zu Fürstenberg (1760–1799), österrikisk fältmarskalk
- Karl Egon zu Fürstenberg (1796–1854), badensisk politiker